# 本萨-拉瓦延
本萨-拉瓦延（西班牙語：Beinza-Labayen）是西班牙纳瓦拉的一个市镇。总面积28平方公里，总人口274人（2001年），人口密度10人/平方公里。